# كارل ديكس
كارل ديكس هو سياسي أمريكي، ولد في 1948 في بالتيمور في الولايات المتحدة. نشط حزبياً في Revolutionary Communist Party, USA ‏ (1975 – 1975).